# Gidnatjärnen
Gidnatjärnen är en sjö i Sorsele kommun i Lappland och ingår i Umeälvens huvudavrinningsområde. Sjön har en area på 0,0637 kvadratkilometer och ligger 687,5 meter över havet. Gidnatjärnen ligger i Vindelfjällen Natura 2000-område. Sjön avvattnas av vattendraget Gidnabäcken.

## Delavrinningsområde
Gidnatjärnen ingår i det delavrinningsområde (731461-155228) som SMHI kallar för Mynnar i Nedra Gertsbäcken. Medelhöjden är 663 meter över havet och ytan är 19,33 kvadratkilometer. Det finns inga avrinningsområden uppströms utan avrinningsområdet är högsta punkten. Gidnabäcken som avvattnar avrinningsområdet har biflödesordning 4, vilket innebär att vattnet flödar genom totalt 4 vattendrag innan det når havet efter 373 kilometer. Avrinningsområdet består mestadels av skog (87 procent). Avrinningsområdet har 0,06 kvadratkilometer vattenytor vilket ger det en sjöprocent på 0,3 procent.